# アポリポプロテインA-II
アポリポタンパク質A-II（ApolipoproteinA-II,ApoA-II）はHDL（High density lipoprotein）の表面に結合しHDLの代謝に関与し、コイルドコイル構造を持つ脂質結合性のタンパク質である。サイズは単量体において8.745 kDa、四量体では34.98 kDaである。
また、ApoA-IIは体内において、ApoA-II同士の相互作用によってβシート構造を作り、やがてアミロイド線維となる。これによってできるApoA-IIのアミロイド線維（AApoA-II）はマウスにおいて（ヒトでは確認されていない）伝播（Transmission）することが知られておりプリオン病と類似した感染機構であると推測されている。

## 参照
Yanming, Xing; Akihiro Nakamura, Takuya Chiba, Kumiko Kogishi, Takatoshi Matsushita, Fu Li, Zhanjun Guo1, Masanori Hosokawa, Masayuki Mori and Keiichi Higuchi. “Transmission of Mouse Senile Amyloidosis”. Laboratory Investigation 81:  493–499.